# Malý Buquoyský palác
Malý Buquoyský palác, dříve také palác Vraždův nebo Redernovský se nachází v Praze 1 na Malé Straně, v těsném sousedství velkého Buquoyského paláce na Velkopřevorském náměstí čp. 484. Oba paláce byly v roce 1816 propojeny a tvoří areál, který je od roku 1964 chráněn jako kulturní památka.

## Historie

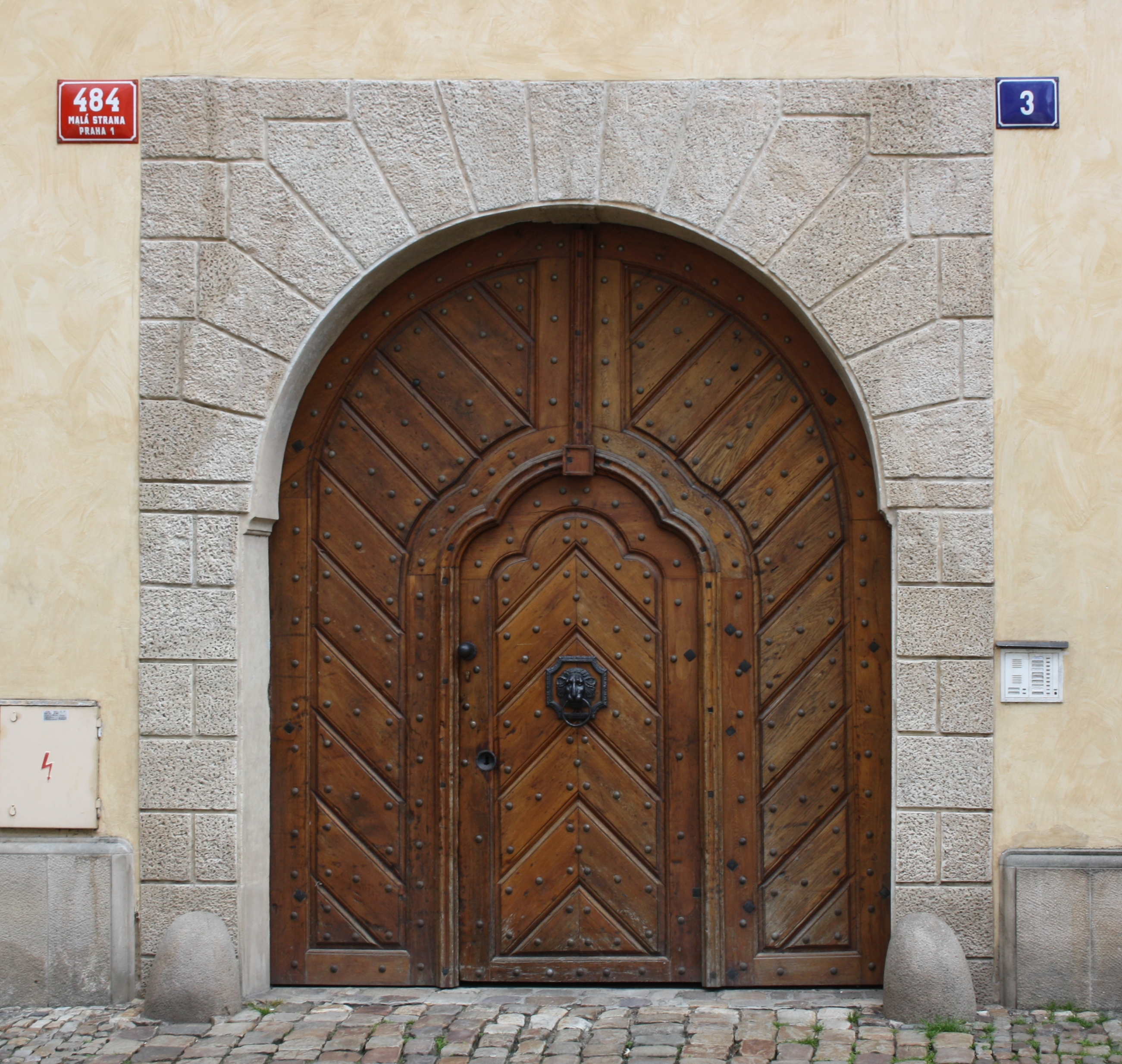
Portál Malého Buquoyského paláce

Původní objekt na místě Malého Buquoyského paláce nechal roku 1598 v pozdně renesančním slohu vybudovat maltézský řádový kancléř Melchior Gniesen z Kobachu. Původně se zde nacházela zahrada. Pak byl majetkem stavovského předáka Kryštofa z Redernu, kterému byl po bitvě na Bílé Hoře zkonfiskován a zakoupil ho hrabě Černín z Chudenic. Ten ho musel postoupit převorovi maltézských rytířů a objekt v letech 1621–1721 sloužil jako alumnát řádu.
V 18. století se stal majetkem Vraždů z Kunvaldu a byl barokně přebudován; z té doby pochází i pozoruhodné munumentální schodiště s plastikami putti z dílny Ignáce Platzera.
V roce 1816 se palác stal majetkem Buquoyů, kterým sousední palác patřil už od roku 1748, a obě budovy byly propojeny. V roce 1919 se synovec posledního přímého potomka majitelů, hraběte Karla Buquoyského, Karel Jiří (1885–1952) rozhodl přestěhovat z velkého paláce do malého a velký palác prodal francouzskému státu, který si v něm zřídil velvyslanectví. Po konfiskaci v roce 1945 je i Malý palác francouzskému velvyslanectví dlouhodobě pronajímán.